# Tournoi de France 2022
Navigation
Édition précédente Édition suivante
Le Tournoi de France 2022 est la deuxième édition du Tournoi de France, un tournoi féminin de football sur invitation qui se déroule en France. Il a lieu en février 2022 à Caen et au Havre.

## Format
La compétition est organisée par la Fédération française de football.
Contrairement au format d'un tableau avec phases éliminatoires comme celui de l'Algarve Cup, les quatre sélections invitées au tournoi de France s'affrontent toutes entre-elles au sein d'une poule unique, comme cela se fait pour la SheBelieves Cup.
Le classement des équipes suit la formule standard de trois points pour une victoire, un point pour un match nul et zéro point pour une défaite.

## Équipes
| Équipe   | Classement FIFA (août 2021) |
| -------- | --------------------------- |
| Brésil   | 7                           |
| Finlande | 25                          |
| France   | 5                           |
| Pays-Bas | 4                           |

## Villes et stades
Les deux stades choisis se trouvent tous deux en Normandie, à Caen (Stade Michel-d'Ornano) et au Havre (Stade Océane).
| \| Stade Océane Stade Michel-d'Ornano \| Localisation des deux stades sélectionnés · pour le Tournoi de France 2022. |
| Stade Océane Stade Michel-d'Ornano                                                                                   |

| Stade Océane Stade Michel-d'Ornano |

## Résultats
| 16 février 2022 | Brésil           | 1 - 1   | Pays-Bas        | Stade Michel d'Ornano, Caen                        |                                                    |
| 19 h 00         | Marta 87e (pen.) | (0 - 0) | 62e Beerensteyn | Spectateurs : 1 182 Arbitrage : Stéphanie Frappart | Spectateurs : 1 182 Arbitrage : Stéphanie Frappart |

| 16 février 2022 | France                                                          | 5 - 0   | Finlande | Stade Océane, Le Havre                       |                                              |
| 21 h 10         | Westerlund 12e (csc) · Malard 16e · Renard 34e 89e · Geyoro 58e | (3 - 0) |          | Spectateurs : 3 631 Arbitrage : Eszter Urban | Spectateurs : 3 631 Arbitrage : Eszter Urban |

| 19 février 2022 | Finlande | 0 - 3   | Pays-Bas                       | Stade Océane, Le Havre         |                                |
| 18 h 00         |          | (0 - 2) | 24e Dijkstra · 36e 49e Snoeijs | Arbitrage : Sandra Braz Bastos | Arbitrage : Sandra Braz Bastos |

| 19 février 2022 | France         | 2 - 1   | Brésil           | Stade Michel d'Ornano, Caen                     |                                                 |
| 21 h 10         | Katoto 23e 59e | (1 - 1) | 19e (pen.) Marta | Spectateurs : 12 050 Arbitrage : Esther Staubli | Spectateurs : 12 050 Arbitrage : Esther Staubli |

| 22 février 2022 | Brésil | 0 - 0   | Finlande | Stade Michel d'Ornano, Caen |                            |
| 18 h 30         |        | (0 - 0) |          | Arbitrage : Victoria Beyer  | Arbitrage : Victoria Beyer |

| 22 février 2022 | France                             | 3 - 1   | Pays-Bas        | Stade Océane, Le Havre                               |                                                      |
| 21 h 10         | Renard 33e (pen.) · Katoto 25e 74e | (2 - 0) | 50e Beerensteyn | Spectateurs : 5 231 Arbitrage : Marta Huerta de Haza | Spectateurs : 5 231 Arbitrage : Marta Huerta de Haza |

## Tableau final
| Rang | Équipe   | Pts | J | G | N | P | Bp | Bc | Diff |
| ---- | -------- | --- | - | - | - | - | -- | -- | ---- |
| 1    | France   | 9   | 3 | 3 | 0 | 0 | 10 | 2  | +8   |
| 2    | Pays-Bas | 4   | 3 | 1 | 1 | 1 | 5  | 4  | +1   |
| 3    | Brésil   | 2   | 3 | 0 | 2 | 1 | 2  | 3  | -1   |
| 4    | Finlande | 1   | 3 | 0 | 1 | 2 | 0  | 8  | -8   |